# Дитрих II (Люксембург)
Дитрих Люксембургски (на немски: Dietrich von Luxemburg; Theoderich II von Luxemburg; † 30 април 1047, Мец) от фамилията Вигерихиди, е от 1005 до 1047 г. като Дитрих II епископ на Мец.

## Живот
Той е син на Зигфрид I († 998), граф на Люксембург, и съпругата му Хадвига († 993). Брат е на императрица Кунигунда († 1033), от 1001 г. омъжена за император Хайнрих II († 1024). Най-големият му брат граф Хайнрих I († 1026) е херцог на Бавария от 1004 до 1009 и отново от 1017 до 1026 г.
След смъртта на епископ Адалберо II († 14 декември 1005) той го последва като изгонва от Мец поставения там малолетен Адалберт (син на херцога на Горна Лотарингия Дитрих), на когото е поставен като опекун. Населението не е доволно. Скоро той се отдръпва от император Хайнрих II, който три години обсажда Мец. След девет години война между брат му Хайнрих I и императора те се сдобряват чрез съдействието на архиепископа на Кьолн. Граф Хайнрих е поставен отново в Херцогство Бавария. Императорът идва през 1023 г. в Мец и се показва с добри намерения към Дитрих.
След смъртта на император Хайнрих II той, заедно с брат си Хайнрих и сестра си, са за избора на Салиеца Конрад II за немски крал.
През 1014 г. Дитрих започва строежа на катедралата в Мец, която е завършена едва през 1546 г. Той дава на църквата ръката на Св. Стефан. Дитрих е погребан през 1047 г. в катедралата. Последван е като епископ от племенникът му Адалберо III фон Люксембург, син на брат му граф Фридрих от Мозелгау.